# Jane Jacobs
Jane Jacobs z domu Butzner (ur. 4 maja 1916 w Scranton, zm. 25 kwietnia 2006 w Toronto) – amerykańsko-kanadyjska dziennikarka, publicystka, aktywistka miejska i autorka książek. Najbardziej znana z wpływu na rozwój XX-wiecznej urbanistyki. Pisywała do renomowanych periodyków, m.in. do „Architectural Forum”, gdzie jej głównym zadaniem było analizowanie problemów występujących w przestrzeni północnoamerykańskich miast.
W 1961 roku ukazała się jej najbardziej znana książka, Śmierć i życie wielkich miast Ameryki, będąca podsumowaniem obserwacji z poprzednich lat. Jacobs podważa w niej założenia modernistycznej myśli planistycznej i procesów odnowy miejskiej, które kształtowały miasta Ameryki Północnej w okresie od końca lat 40. do początku lat 70. XX wieku.
Jacobs przyczyniła się też do rozwoju miejskich ruchów oddolnych. Pierwsze z nich, organizowane przez nią w Greenwich Village na Dolnym Manhattanie w połowie lat 50., miały na celu powstrzymanie szeroko zakrojonych planów przebudowy okolicznego parku przy Washington Square. W dużej mierze, również za sprawą interwencji Jane Jacobs, nie doszło do realizacji projektu Lower Manhattan Expressway – autostrady mającej przeciąć samo serce dzielnic takich jak SoHo, czy Little Italy. W przypadku obydwu tych projektów, głównym „przeciwnikiem” Jacobs był Robert Moses – nowojorski urzędnik miejski pełniący większość funkcji związanych z planowaniem przestrzennym miasta od lat 30. do połowy lat 60. Podobne oddolne protesty udało jej się zainicjować pod koniec lat 60. w Toronto, gdzie kilka centralnych dzielnic miało zostać częściowo wyburzonych pod autostradę Spadina Expressway.
Pomimo swojej skuteczności i poparcia lokalnych społeczności, Jacobs przez pierwsze lata swojej kariery była bagatelizowana przez czołowych urbanistów i architektów. Jej głos uważany był za marginalny i niemający zbyt dużo wspólnego z rzeczywistością. Samą Jacobs często dyskredytowano wyłącznie ze względu na płeć – środowisko architektoniczno-urbanistyczne przełomu lat 50. i 60. było zdominowane przez mężczyzn, którzy postrzegali Jacobs jako lekko zwariowaną gospodynię domową. Często wytykano jej również, że nie może służyć za autorytet, jako że nie ukończyła żadnego uniwersytetu.

## Śmierć i życie wielkich miast Ameryki
Po kilku skutecznych atakach na późnomodernistyczną urbanistykę lat 50., m.in. w przemówieniu wygłoszonym w 1956 roku na Harvardzie i w kontrowersyjnym felietonie Śródmieście jest dla ludzi (Downtown is for People) opublikowanym w magazynie „Fortune” w 1958 roku, Jane Jacobs zyskała renomę jednej z czołowych przeciwniczek procesu odnowy miejskiej (urban renewal) – szeroko zakrojonej przebudowy centralnych części miast amerykańskich. Jej obserwacjami zainteresowała się Fundacja Rockefellera, która w 1958 roku przyznała Jane Jacobs grant na napisanie książki oceniającej przemiany w przestrzeni miast amerykańskich od połowy lat 50. do połowy lat 60.
Rezultatem była wydana w 1961 roku książka Śmierć i życie wielkich miast Ameryki. Już w pierwszym zdaniu, Jacobs wyraźnie określa swoją pozycję pisząc, że „ta książka to atak na obowiązujące metody planowania i przebudowywania miast”. Jacobs atakuje przede wszystkim przekształcone wersje utopijnych wizji Le Corbusiera, w których gęsta i niska zabudowa miejska ustępuje miejsca wysokościowcom zatopionym w zieleni, a tradycyjna siatka ulic zastąpiona zostaje autostradami i ciągami pieszymi. Zdaniem autorki, tego typu działania przyczyniły się do stopniowej degradacji wielu dzielnic Nowego Jorku i innych dużych miast kraju. Nowa, sztuczna i nieprzyjazna struktura miejska spowodowała m.in. wzrost przestępczości, rozpad więzi sąsiedzkich, upadek drobnej przedsiębiorczości, w tym lokalnego handlu i rzemiosła oraz spadek ogólnego poczucia bezpieczeństwa.
W Śmierci i życiu… Jacobs wprowadza też pojęcia takie jak „oczy ulicy” (sąsiedzka czujność i nieintencjonalne patrolowanie ulicy wzrokiem przez jej mieszkańców), „kapitał społeczny”, czy „łączenie podstawowych funkcji” (handel, mieszkalnictwo i przemysł). Jacobs twierdzi, że stare, pozornie chaotyczne dzielnice, są tak naprawdę największym skarbem wszystkich miast. Sieci lokalnych znajomości, możliwość utożsamienia się z daną okolicą i tradycyjne, małe warsztaty i sklepy składają się na obraz dobrze funkcjonującej dzielnicy, zarówno pod względem społecznym, jak i ekonomicznym.
Książka ta do dzisiaj uznawana jest za jedną z najważniejszych i najbardziej wpływowych publikacji na temat amerykańskiej urbanistyki. Idee Jane Jacobs były źródłem inspiracji dla późniejszych pokoleń architektów i urbanistów, np. dla Jana Gehla. 

## Twórczość
- 1961: The Death and Life of Great American Cities (Random House), polskie wydanie: Śmierć i życie wielkich miast Ameryki, 2014 (Centrum Architektury)
- 1969: The Economy of Cities
- 1980: The Question of Separatism: Quebec and the Struggle over Sovereignty
- 1984: Cities and the Wealth of Nations
- 1992: Systems of Survival
- 2000: The Nature of Economies
- 2005: Dark Age Ahead
- 2016: Vital Little Plans. The Short Works of Jane Jacobs